# Отеген-Тана, Ануар Жумагалиевич
Ануа́р Жумагали́евич Отеге́н-Тана́ (каз. Әнуар Жұмағалиұлы Өтеген-Тана; род. 20 июля 1942, пос. Уил, Актюбинская область - умер 6 апреля 2022, г. Актобе , Актюбинская область) — казахский художник, график, экслибрист, гравёр. Профессор КРМУ (2010), член Союза художников СССР (1978), член Союза художников Казахстана (1998), Лауреат премии акима Актюбинской области. Награждён медалью «За трудовое отличие» (2005).

## Биография
Родился 20 июля 1942 года в посёлке Уил Актюбинской области.
В 1957 году поступил на художественный факультет Актюбинского культпросветучилища. Брал уроки рисования и графики у Сергея Васильевича Кукурузы, ссыльного художника с Украины, повлиявшего на последующее творчество своего студента. Впоследствии Отеген-Тана унаследовал использование чёрного цвета основой языка выражения.
В 1972 году окончил художественно-графический факультет Нижнетагильского педагогического института (дипломная работа — серия линогравюр под руководством Л. И. Перевалова). Ещё в стенах института, в начале 70-х годов, начал активную творческую деятельность, выступая на республиканских, всесоюзных и международных выставках. В 1978 году стал членом Союза художников СССР.
Первый свой экслибрис Отеген-Тана выполнил для генерал-лейтенанта технических войск В. М. Лайока в 1965 году. Это были два варианта рисунка тушью, размноженных типографским способом. Художник в это время служил в рядах Советской Армии в Ленинграде, где занимался художественно-оформительской работой. Поэтому эти два знака композиционно напоминают скорее маленькие плакаты, чем экслибрисы.
В Ленинграде он вволю писал этюды, посещал музеи, успевал в военную студию. В 1965 году в Доме художников при Союзе художников ему посчастливилось увидеть выставку экслибрисов ленинградских художников, которая произвела на него сильное впечатление.

## Каталоги выставок
- Международная выставка экслибриса и графики посвященная 100-летию Кудайбергена Жубанова: каталог выставки = Құдайберген Жұбановтың 100 жылдығына арналған халықаралық экслибрис пен графика көрмесі: көрменің каталогі / Сост. М. Ж. Жаксыгарина. — Новотроицк: НОСТА-печать, 1999. — 88 с. — 1000 экз. — ISBN 5-628-02244-6.
- Международная выставка экслибриса и графики «Духовность и культура Казахстана»: каталог выставки = «Қазақстанның руханияты мен мәдениеті» атты халықаралық экслибрис пен графика көрмесі: көрменің каталогі / Сост. М. Ж. Жаксыгарина. — Новотроицк: НОСТА-печать, 2001. — 184 с. — 1000 экз. — ISBN 9965-515-32-8.
- Международная выставка экслибриса и графики, посвященная 100-летию рождения художника Сергея Васильевича Кукурузы: каталог = Суретші Сергей Васильевич Кукурузаның 100 жылдығына арналған халықаралық экслибрис пен графика көрмесі: каталог / Сост. А. Отеген-Тана. — Актобе: Nobel, 2006. — 56 с. — 500 экз. — ISBN 9965-437-76-9.
- Международная выставка экслибриса и графики, посвященная 100-летию композитора, академика Ахмета Куановича Жубанова = Композитор Ахмет Қуанұлы Жұбановтың 100 жылдығына арналған халықаралық экслибрис пен графика көрмесі: каталог / Сост. А. Отеген-Тана. — Актобе: Nobel, 2006. — 56 с. — 1000 экз. — ISBN 9965-437-75-0.
- Ткаченко Борис Андреевич: каталог выставки, посвященной 70-летию художника / Сост. А. Отеген-Тана. — Актобе: Sigma, 2007. — 24 с. — 300 экз. — ISBN 9965-21-363-1.
- Лежнин Александр Леонтьевич: каталог выставки, посвященной 80-летию художника / Сост. А. Отеген-Тана. — Актобе: Sigma, 2007. — 24 с. — 500 экз. — ISBN 9965-21-188-4.
- Владимир Гадомский: каталог выставки, посвященной 70-летию художника / Сост. А. Отеген-Тана. — Актобе: Sigma, 2008. — 36 с. — 200 экз. — ISBN 9965-21-780-7.